# Francisco Álvares
Francisco Álvares (1465 Coimbra, Portugalsko - 1541 Řím, Itálie) byl portugalský kněz a cestovatel v Etiopii. V roce 1520 byl členem poselstva k etiopskému císaři, vedeného Rodriguem da Limou.
Poselstvo se vydalo z Arkika u Rudého moře, kam doplulo z Indie, šlo starou obchodní cestou až k jižní části země, kde sídlil negus (severně od dnešní Addis Abeby). Alvares zůstal v Etiopii až do roku 1526, kdy se vrátil do Portugalska. Setkal se tam Pedrem da Covilhou, jehož příhody zapsal. Po návratu publikoval knihu, jež obsahuje první popis Etiopie, sestavený očitým svědkem a založený jak na vlastních pozorováních, tak i na zprávách jiných. Podal přehledný obraz zeměpisu Etiopie, zvláště její centrální části.

## Dílo
- Francisco Alvares, Verdadeire informacão das Terras de Preste João das Indias. Lisabon 1541
- C.F. Beckingham - G.W. Huntington, The Prester John of India. Cambridge 1961